# Eruption (cântec)
Eruption este o piesă instrumentală a trupei Van Halen, din primul lor album de debut,  Van Halen, lansat în 1978. Tipic, piesa este interpretată în mare parte de Eddie Van Halen, la chitară, executând un solo extrem de greu, conținând foarte multe tapping-uri. Este considerată una dintre cele mai bune piese instrumentale de hard rock ale tuturor timpurilor, deoarece basul și tobele nu prea își fac apariția, și în rest, chitara este prezentă pe tot restul piesei.